# جارویس هانت
جارویس هانت (انگلیسی: Jarvis Hunt; ۶ اوت ۱۸۶۳ – ۱۵ ژوئن ۱۹۴۱) معمار، و گلف‌باز اهل ایالات متحده آمریکا بود.